# مايكل شيبرد
مايكل شيبرد (بالإنجليزية: Michael Shepherd)‏ (و. 1923 – 1995 م) هو عالم وبائيات، وطبيب نفسي، ولد في كارديف، كان عضوًا في كلية الأطباء الملكية، توفي في لندن، عن عمر يناهز 72 عاماً.

## جوائز
حصل على جوائز منها:
- Rema Lapouse Award [الإنجليزية]‏ (1983)
- قائد وسام الامبراطورية البريطانية.